# John Hamer (cầu thủ bóng đá)
John Hamer (sinh năm 1944) là một cựu cầu thủ bóng đá người Anh từng thi đấu ở vị trí left half.

## Sự nghiệp
Sinh ra ở Bradford, Hamer thi đấu cho Bradford City và Harrogate Railway Athletic.
Đối với Bradford City ông có 1 lần ra sân tại Football League.